# باشگاه فوتبال بروسیا دورتموند
باشگاه فوتبال بال‌اِشپیل‌فِراین بروسیا ۰۹ اِ.فا. دورتموند (به آلمانی: Ballspielverein Borussia 09 e. V. Dortmund) که معمولاً با عنوان بروسیا دورتموند و دورتموند شناخته می‌شود، یک باشگاه فوتبال آلمانی است که در شهر دورتموند، نوردراین-وستفالن قرار دارد. این باشگاه در بوندس‌لیگا بازی می‌کند و تاکنون ۸ بار قهرمان بوندس‌لیگا، ۵ بار قهرمان جام حذفی آلمان، یک بار قهرمان لیگ قهرمانان اروپا، یک بار قهرمان جام بین قاره‌ای فوتبال و یک بار قهرمان جام برندگان جام اروپا شده است.
این باشگاه فوتبال که در سال ۱۹۰۹ توسط هجده بازیکن فوتبال در دورتموند تأسیس شد، بخشی از یک باشگاه ورزشی بزرگ مبتنی بر عضویت با بیش از ۱۸۹٬۰۰۰ بازیکن تا سال ۲۰۲۳ است، که بروسیا دورتموند را به پنجمین باشگاه ورزشی بزرگ در جهان تبدیل می‌کند. این باشگاه یک تیم هندبال بانوان نیز دارد. از سال ۱۹۷۴، دورتموند بازی‌های خانگی خود را در ورزشگاه وستفالن انجام می‌دهد. این ورزشگاه بزرگ‌ترین ورزشگاه آلمان است و دورتموند بالاترین میانگین تماشاگران را در بین باشگاه‌های فوتبال در جهان دارد.
رنگ لباس‌ها و نشان‌های دورتموند سیاه و زرد است که به این باشگاه لقب شوارتس‌گِلبن (به آلمانی: die Schwarzgelben) به معنی سیاه-زردها را داده‌اند. آنها یک رقابت طولانی مدت با شالکه ۰۴ دارند، که به رقابت بین آنها ریوردربی می‌گویند. همچنین به مصاف دورتموند با بایرن مونیخ که یکی دیگر از رقیب‌های قدیمی آنها است، در کلاسیکر می‌گویند.
در سال ۲۰۲۴، دورتموند در سرمایه لیگ‌های فوتبالی دیلویت، از لحاظ «بیشترین درآمد» در بین باشگاه‌های آلمانی، دوم، و در بین باشگاه‌های جهان، دوازدهم شد.

## تاریخچه
در سال ۱۹۰۹ یکی از سازمان‌های جوانان کاتولیک در آلمان به صورت مرتب مسابقه‌های فوتبال برگزار می‌کرد. این سازمان اندکی پیش از آن و در پی مهاجرت نیروهای کار لهستانی تشکیل شده بود و در زمینهٔ جذب تازه‌واردان کاتولیک در محیط پروتستانی شهر دورتموند فعالیت می‌کرد. اما روحانی دینی منطقه ورزش "بی‌هدف" و "رَمه‌داری در زمین" را نمی‌پسندید و قصد داشت فوتبال را ممنوع اعلام کند. سازمان جوانان کاتولیک هم در اعتراض به این موضوع، "انجمن بازی‌های توپی بروسیا ۰۹" را پایه نهاد.
پس از جنگ جهانی دوم لوگوی این تیم دگرگون و مقداری از دارایی‌هایش تصرف شد.
در سال ۱۹۱۵ بروسیا دورتموند در نخستین دیدار رسمی خود، همشهری اش یعنی VFB دورتموند را با نتیجه ۹–۳ در هم کوبید.
بروسیا دورتموند یکی از بهترین آکادمی‌های اروپا را دارد و تیمی است که به جوانان دارای استعداد فرصت بازی و درخشش می‌دهد. از بازیکنانی که در دورتموند بوده‌اند و الان جزو ستارگان دنیای فوتبال هستند می‌توان به: مارکو رویس، پیر امریک اوبامیانگ، کریستین پولیسیچ، هنریخ میختاریان ،ایلکای گوندوغان، جیدون سانچو، ماریو گوتزه, ارلینگ برات هالند و جود بلینگام اشاره کرد .

## نشان‌واره‌ها

۱۹۴۵–۱۹۶۴
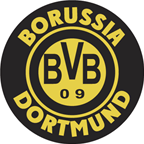
۱۹۶۴–۱۹۷۴
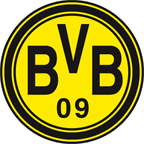
۱۹۷۴–۱۹۷۶ و ۱۹۷۸–۱۹۹۳
۱۹۷۶–۱۹۷۸
۱۹۹۳–اکنون
۲۰۱۲–اکنون

## آمار و ارقام
تعداد بازی‌های ملی: ۲۸۹ بازی

تعداد گل‌های ملی: ۹۸ گل

تعداد بازی در جام جهانی: ۹ بازی

تعداد گل زده در جام جهانی: ۸ گل

تعداد بازی در بوندس لیگا با دورتموند: ۱۸۳ بازی (سال‌های ۱۹۶۵ تا ۱۹۷۰)

تعداد گل زده در بوندس لیگا با دورتموند: ۷۶ گل

تعداد بازی در بوندس لیگا با دورتموند: ۴۷ بازی (سال‌های ۱۹۷۷ تا ۱۹۷۹)

تعداد گل زده در بوندس لیگا با دورتموند: ۲۴ گل

تعداد بازی در جام حذفی با دورتموند: ۱۰ بازی (سال‌های ۱۹۶۵ تا ۱۹۶۸)

تعداد گل زده در جام حذفی با دورتموند:۸ گل

تعداد بازی در جام با دورتموند: ۵ بازی (سال‌های ۱۹۷۷ تا ۱۹۷۹)

تعداد گل زده در جام حذفی با دورتموند: بدون گل زده

تعداد بازی در جام در جام اروپا: ۱ بازی

تعداد گل زده در جام در جام اروپا: ۱ گل

## ورزشگاه
بروسیا دورتموند در حال حاضر یکی از موفق‌ترین باشگاه‌های آلمان است و به داشتن ورزشگاهی که بیشترین جایگاه ایستادن تماشاگران در اروپا را دارد، افتخار می‌کند. استادیوم اختصاصی این تیم «وستفالن» (Westfalenstadion) با نام تجاری «سیگنال ایدونا پارک» (Signal Iduna Park) نام دارد که بزرگ‌ترین ورزشگاه آلمان است و بیش از ۸۰ هزار نفر گنجایش دارد و به همین سبب لقب «خانه اپرای فوتبال آلمان» را کسب کرده است. این ورزشگاه با داشتن دیوار زرد خود وحشت زیادی را در دل بازیکنان تیم حریف در بازی‌های خانگی تیم دورتموند میندازد این قسمت از ورزشگاه ظرفیت ۲۴ هزار نفر را دارد و همیشه میزبان طرفداران دو آتیشه تیم دورتموند است طبق یکی از رده‌بندی‌های استادیوم‌های فوتبال در جهان این ورزشگاه به دلیل امکانات عالی مقام نخست را کسب کرده است.

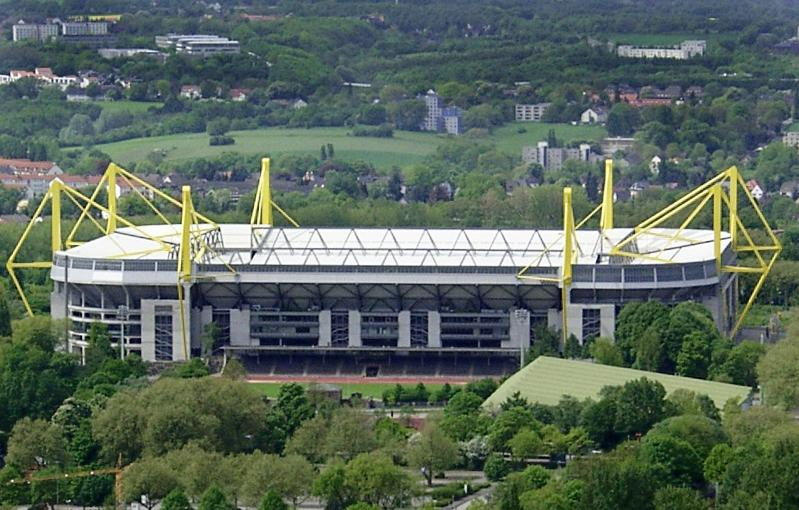
نمایی از سیگنال ایدونا پارک

نام تاریخی این ورزشگاه وست فالن یا وست‌فالن‌استادیون است و نام کنونی، نامی تجاری است که تنها از دسامبر ۲۰۰۵ تا ژوئن ۲۰۲۱ برجا خواهد ماند.

## بازیکنان
| شماره |                     | پست       | بازیکن                         |
| ----- | ------------------- | --------- | ------------------------------ |
| ۱     | سوئیس               | دروازه‌بان | گریگور کوبل                    |
| ۲     | برزیل               | مدافع     | یان کوتو                       |
| ۳     | آلمان               | مدافع     | والدمار آنتون                  |
| ۴     | آلمان               | مدافع     | نیکو اشلوتربک (کاپیتان سوم)    |
| ۵     | الجزایر             | مدافع     | رامی بن سبعینی                 |
| ۶     | ترکیه               | هافبک     | صالح اوزچان                    |
| ۷     | ایالات متحده آمریکا | هافبک     | جیووانی رینا                   |
| ۸     | آلمان               | هافبک     | فلیکس ان‌مکا                    |
| ۹     | گینه                | مهاجم     | سرهو گیراسی                    |
| ۱۰    | آلمان               | هافبک     | یولیان برانت (کاپیتان دوم)     |
| ۱۳    | آلمان               |           | پاسکال گروس                    |
| ۱۴    | آلمان               | مهاجم     | ماکسیمیلیان بیر                |
| ۱۶    | بلژیک               | مهاجم     | ژولین دورانویل                 |
| ۱۷    | انگلستان            | هافبک     | کارنی چوکواومکا (قرضی از چلسی) |
| ۲۰    | اتریش               | هافبک     | مارسل سابیتزر                  |

| شماره |                     | پست       | بازیکن             |
| ----- | ------------------- | --------- | ------------------ |
| ۲۳    | آلمان               | هافبک     | امره جان (کاپیتان) |
| ۲۴    | سوئد                | مدافع     | دنیل اسونسون       |
| ۲۵    | آلمان               | مدافع     | نیکلاس زوله        |
| ۲۶    | نروژ                | مدافع     | یولین رایرسون      |
| ۲۷    | آلمان               | مهاجم     | کریم ادیمی         |
| ۳۱    | آلمان               | دروازه‌بان | سیلاس اوسترزینسکی  |
| ۳۳    | آلمان               | دروازه‌بان | الکساندر مایر      |
| ۳۵    | ایالات متحده آمریکا | مهاجم     | کول کمپبل          |
| ۳۹    | ایتالیا             | مدافع     | فیلیپو مانه        |
| ۴۴    | فرانسه              | مدافع     | سومائلا کولیبالی   |
| ۷۷    | انگلستان            | هافبک     | جوب بلینگام        |

## افتخارات
| افتخارات                      | افتخارات                                                                    | افتخارات                                                                         |
| رقابت                         | قهرمانی                                                                     | نائب‌قهرمانی                                                                      |
| رقابت‌های کشوری                | رقابت‌های کشوری                                                              | رقابت‌های کشوری                                                                   |
| ----------------------------- | --------------------------------------------------------------------------- | -------------------------------------------------------------------------------- |
| بوندس لیگا                    | (۸): ۵۶–۱۹۵۵، ۵۷–۱۹۵۶، ۶۳–۱۹۶۲، ۹۵–۱۹۹۴، ۹۶–۱۹۹۵، ۰۲–۲۰۰۱، ۱۱–۲۰۱۰، ۱۲–۲۰۱۱ | (۱۰): ۱۹۴۹،۱۹۶۱،۱۹۵۵-۵۶،۱۹۹۱-۹۲، ۲۰۱۲-۱۳،۲۰۱۳-۱۴،۲۰۱۵-۱۶،۲۰۱۸-۱۹،۲۰۲۱-۲۲،۲۰۲۲-۲۳ |
| جام حذفی آلمان                | (۵): ۶۵–۱۹۶۴، ۸۹–۱۹۸۸، ۱۲–۲۰۱۱، ۱۷–۲۰۱۶، ۲۱–۲۰۲۰                            | (۵): ۱۹۶۲–۶۳، ۲۰۰۷–۰۸ ، ۲۰۱۳–۱۴، ۲۰۱۴–۱۵، ۲۰۱۵–۱۶                                |
| سوپر جام آلمان                | (۶): ۱۹۸۹، ۱۹۹۵، ۱۹۹۶، ۲۰۰۸، ۲۰۱۳، ۲۰۱۹                                     | (۶): ۲۰۱۱، ۲۰۱۲، ۲۰۱۶، ۲۰۱۷، ۲۰۲۰، ۲۰۲۱                                          |
| رقابت‌های اروپایی و بین‌‌المللی  |                                                                             |                                                                                  |
| لیگ قهرمانان اروپا            | (۱): ۱۹۹۷                                                                   | (۲): ۲۰۱۳،۲۰۲۴                                                                   |
| جام در جام اروپا              | (۱): ۶۶–۱۹۶۵                                                                | ---                                                                              |
| جام یوفا                      | (۰):                                                                        | (۲): ۱۹۹۲–۹۳، ۲۰۰۱–۰۲                                                            |
| سوپرجام اروپا/یوفا            | (۰):                                                                        | (۱): ۱۹۹۷                                                                        |
| جام بین قاره‌ای                | (۱): ۱۹۹۷                                                                   |                                                                                  |
| فهرست کامل دستآوردهای دورتمند |                                                                             |                                                                                  |

## تیم زنان
باشگاه بروسیا دورتموند همچنین یک تیم زنان دارد. تیم زنان در حال حاضر در لیگ زنان-وستفالن، یکی از لیگ‌های منطقه‌ای در سطح چهارم سیستم لیگ فوتبال زنان آلمان، رقابت می‌کند.